# Jorge Coelho
Jorge Paulo Sacadura Almeida Coelho (ur. 17 lipca 1954 w Viseu, zm. 7 kwietnia 2021 w Figueira da Foz) – portugalski polityk i menedżer, parlamentarzysta, w latach 1995–2001 minister.

## Życiorys
Ukończył studia z zakresu organizacji i zarządzania w instytucie gospodarki i zarządzania ISEG w ramach Universidade Técnica de Lisboa. Działacz Partii Socjalistycznej. Od 1974 zatrudniony w administracji rządowej, w latach 1983–1985 kierował gabinetem sekretarza stanu do spraw transportu. Od 1985 do 1988 był sekretarzem generalnym przedsiębiorstwa transportu publicznego Carris. Później pracował w administracji rządu Makau, pełnił funkcję dyrektora gabinetu zastępcy sekretarza do spraw społecznych i edukacji (1988–1989) oraz zastępcy sekretarza rządu (1989–1991). W kilku kadencjach wykonywał mandat posła do Zgromadzenia Republiki.
Był członkiem obu gabinetów Antónia Guterresa. Pełnił funkcję ministra delegowanego (1995–1997), ministra administracji i spraw wewnętrznych (1997–1999), ministra do spraw prezydencji (1999–2000), ministra zabezpieczenia społecznego (1999–2001) oraz ministra stanu (2000–2001).
W 2006 odszedł z parlamentu, po czym do 2008 był członkiem Rady Państwa, organu doradczego przy prezydencie. W latach 2008–2013 zajmował stanowisko dyrektora generalnego koncernu Mota-Engil. Powoływany na różne funkcje w organach kierowniczych i nadzorczych przedsiębiorstw, a także w instytucjach społecznych.